# Jarosław Porazinski
Jarosław Marek Porazinski (ur. 9 marca 1950 w Bydgoszczy) – polski historyk, profesor nauk humanistycznych.
Specjalizuje się w historii nowożytnej Polski i historii powszechnej. Studia historyczne na Uniwersytecie Mikołaja Kopernika w Toruniu ukończył w 1976. W 1981 obronił doktorat. Habilitował się w 1999. Tytuł naukowy profesora uzyskał w 2018. 
Zajmował stanowisko profesora nadzwyczajnego Zakładzie Historii Powszechnej i Polski XVI–XVIII wieku w Instytucie Historii Uniwersytetu Mikołaja Kopernika w Toruniu. Od 1989 do 2004 był dyrektorem Archiwum Państwowego w Toruniu. W latach 2002–2012 pełnił funkcję prezesa Stowarzyszenia Archiwistów Polskich. 

## Autorskie publikacje monograficzne
- Sejm lubelski w 1703 roku i jego miejsce w konfliktach wewnętrznych na początku XVIII wieku (1988)
- Epiphania Poloniae : orientacje i postawy polityczne szlachty polskiej w dobie wielkiej wojny północnej (1702-1710) (1999)
- Staropolska kultura śmiechu. Ludzie - teksty - konteksty (2015)